# Tailevu Province
Tailevu Province är en provins i Fiji.   Den ligger i divisionen Centrala divisionen, i den östra delen av landet, 30 km norr om huvudstaden Suva. Antalet invånare är 55 692. Tailevu Province ligger på ön Viti Levu.